# Bérégadougou
Bérégadougou ist sowohl eine Gemeinde (französisch commune rurale) als auch ein dasselbe Gebiet umfassendes Departement im westafrikanischen Staat Burkina Faso, in der Region Cascades und der Provinz Comoé. Die Gemeinde hat in vier Dörfern und vier Sektoren des Hauptortes 11.755 Einwohner.

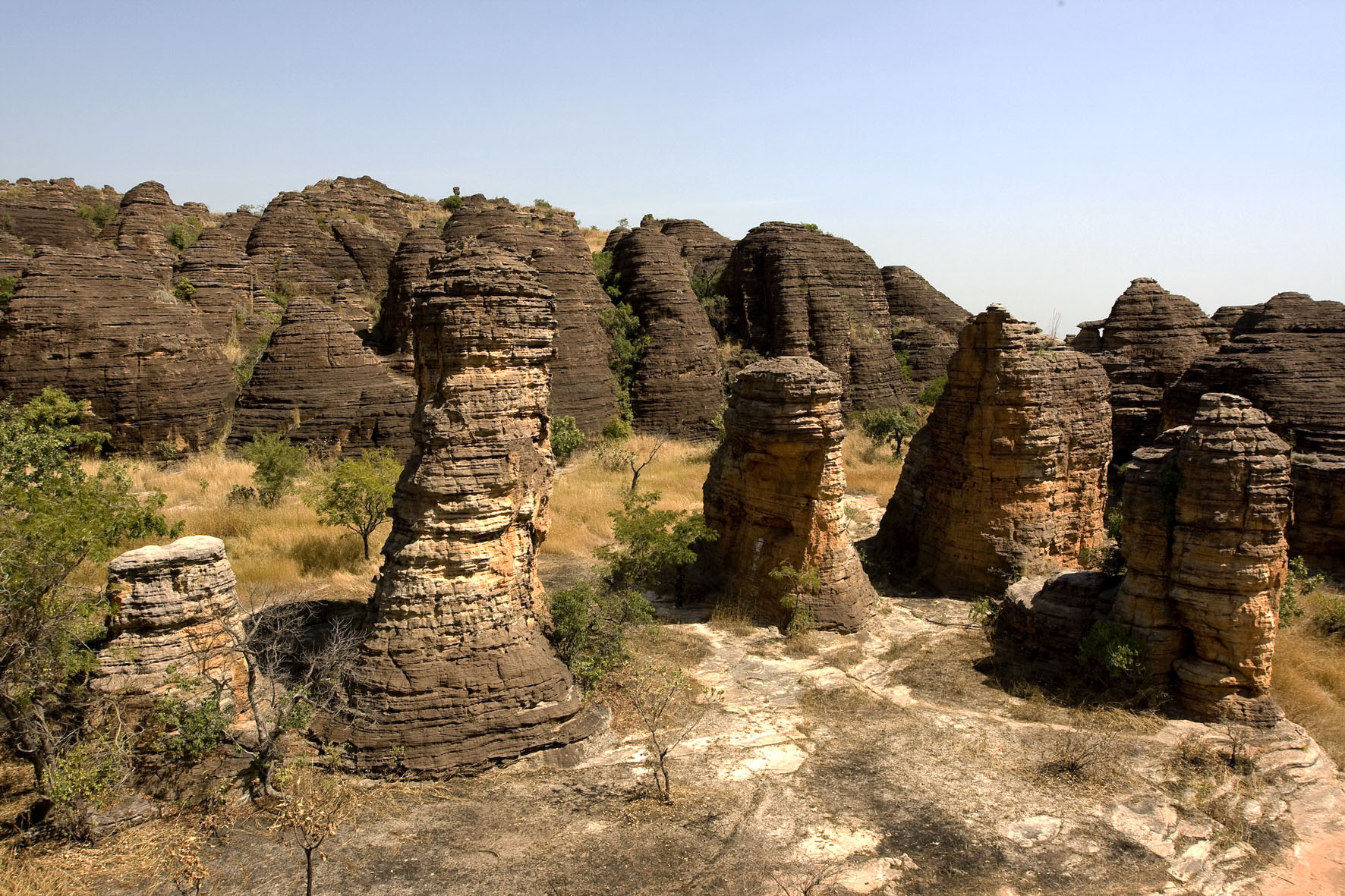
Felsformationen von Fabédougou in Bérégadougou